# Teognosto de Alexandria
Teognosto (em grego:  ΘΕΟΓΚΝΟΣΤΟΥΣ; em latim: Theognostus; ca. 210 - 270) foi um teólogo do final do século III em Alexandria. Ele é conhecido através de citações na obra de Atanásio e em Fócio. Filipe de Side afirma que ele presidiu a Escola Catequética de Alexandria após Piério (265) Pelo trecho em Fócio, fica claro que ele era um discípulo de Orígenes, embora nada sobre ele possa ser encontrado em Eusébio e nem em Jerônimo de Estridão.

## Obras
Ele escreveu uma obra em sete volumes chamada Hypotyposes, ainda existente no tempo de Fócio.
- Livro I  Criação
- Livro II A Divindade de Cristo - Algumas notáveis citações tem um tom bastante ariano,[1] falando do Filho como sendo criado pelo Pai.
- Livro III O Espírito Santo - Suas referências ao Espírito Santo são pouco ortodoxas e origenistas[1][3]
- Livro IV Anjos e Demônios - Ele fala de anjos e demônios como sendo criaturas corpóreas.
- Livro V & VI A Divindade de Deus
- Livro VII Um retorno à criação

Nos livros VI e VII, ele trata da encarnação de maneira mais ortodoxa que nos livros anteriores. Ainda assim, Atanásio o considerou útil como testemunha contra o arianismo. A obra toda está muito em concordância com a filosofia cristão helenizada predominante na Escola de Alexandria na época.